# Rita Levi-Montalcini
Rita Levi-Montalcini (n. 22 aprilie 1909, Torino, Italia – d. 30 decembrie 2012, Roma, Italia), a fost un om de știință italian care împreună cu Stanley Cohen, a fost laureată a Premiului Nobel pentru Fiziologie sau Medicină în anul 1986 pentru descoperirea factorilor de creștere (în cazul ei factorul de creștere al nervului - în engleză nerve growth factor, abreviat NGF).

## Biografie
Rita Levi-Montalcini s-a născut într-o familie evreiască italiană de origină spaniolă.
În anul 2001 a fost numită senator pe viață și a activat, până la moartea sa, în senatul italian. Rita Levi-Montalcini a fost cel mai în vârstă laureat al Premiului Nobel în viață și primul care a depășit vârsta de 100 de ani.

## Literatură
- Charlotte Kerner: Ein Lob der Vollkommenheit. In: Charlotte Kerner: Nicht nur Madame Curie – Frauen, die den Nobelpreis bekamen. Verlagsgruppe Beltz, Weinheim und Basel 1999, ISBN 3-407-80862-3
- Myriam Muhm: Vage Hoffnung für Parkinson-Kranke. Überlegungen der Medizin-Nobelpreisträgerin Rita Levi Montalcini. In: Süddeutsche Zeitung. 22. Dezember 1986, Nr. 293.
- Ralph A. Bradshaw: Rita Levi-Montalcini (1909–2012). In: Nature. Band 493, Nr. 7432, 2013, S. 306, doi:10.1038/493306a